# Hymenophyllum ciliatum
Espèce
Hymenophyllum ciliatum est une fougère de la famille des Hyménophyllacées.

## Description
Cette espèce a les caractéristiques suivantes :
- un rhizome assez long, rampant et robuste ;
- les frondes sont étroites, de moins de vingt centimètres de long sur trois de large ;
- le limbe est divisé deux fois et couvert d'une pilosité relativement abondante, de poils en étoile caractéristiques du sous-genre ;
- l'indusie, englobant complètement les sporanges, a deux lèvres et est quasiment aussi longue que large.

## Distribution
Cette espèce, plus épiphyte que terrestre, est présente en Amérique, Afrique et Austronésie tropicales.

## Historique et position taxinomique
Hymenophyllum ciliatum est une espèce classée dans le sous-genre Sphaerocionium.
Olof Peter Swartz décrit d'abord cette espèce sous le nom de Trichomanes ciliatum en 1788. Mais, en 1801, il la place dans le genre Hymenophyllum.
En 1843, Karel Bořivoj Presl la place dans le genre Sphaerocionium : Sphaerocionium ciliatum (Sw.) C.Presl.
Elle compte donc comme synonymes nomenclaturaux : Sphaerocionium ciliatum (Sw.) C.Presl, Trichomanes ciliatum Sw.
L'index Tropicos, Conrad Vernon Morton, Robert G. Stolze et Rolla Milton Tryon et d'autres botanistes font de cette espèce un synonyme de Hymenophyllum hirsutum (L.) Sw. ; notamment, l'argumentation développée par Conrad Vernon Morton est particulièrement convaincante. Cependant,  William Jackson Hooker, Eduard Rosenstock, Carl Frederik Albert Christensen et Marie-Laure Tardieu-Blot, entre autres, en font une espèce à part entière : ceci a été suivi, peut-être à tort.
Elle compte de nombreux taxons de rang inférieurs :
- Hymenophyllum ciliatum f. tuberosa Rosenst. (1906) - Brésil - [4]
- Hymenophyllum ciliatum var. abbreviata Rosenst. (1915) - Brésil
- Hymenophyllum ciliatum var. crispatum Baker (1874) - Andes et Brésil
- Hymenophyllum ciliatum var. majus Tardieu (1951) - Madagascar
- Hymenophyllum ciliatum var. nudipes Kunze (1844) - Mexique
- Hymenophyllum ciliatum var. ornifolium (Rchb.) Kunze (1848) - Surinam - Synonyme : Hymenophyllum ornifolium Rchb.
- Hymenophyllum ciliatum var. splendidum J.Bommer (1896)